# Monoclona simplex
Monoclona simplex är en tvåvingeart som beskrevs av Garrett 1925. Monoclona simplex ingår i släktet Monoclona och familjen svampmyggor.
Artens utbredningsområde är British Columbia. Inga underarter finns listade i Catalogue of Life.